# Ar 196 (航空機)
アラド Ar 196
巡洋艦 アドミラル・ヒッパーに搭載されたAr 196
- 用途：偵察機
- 設計者：ヴァルター・ブルーメ
- 製造者：アラド
- 運用者

  -  ドイツ国
  -  ブルガリア
  -  フィンランド
  -  ルーマニア
- 初飛行：1937年5月
- 生産数：541機
- 運用開始：1938年11月

アラド Ar 196は第二次世界大戦中のドイツ海軍の標準的な艦載水上機である。双フロートの単発低翼機で、複葉のハインケルHe 60の代替機として1937年に初飛行した。

## 開発

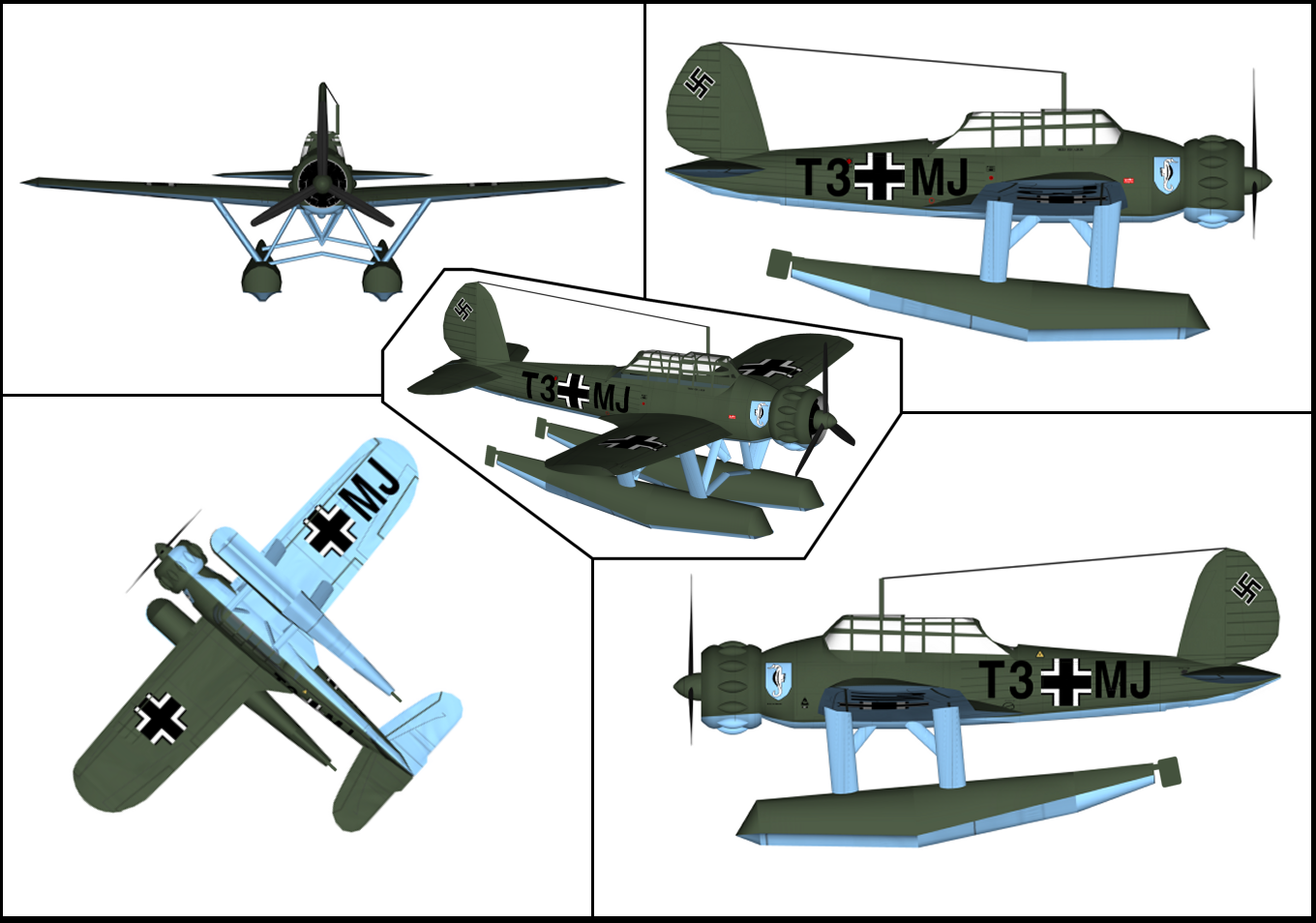
Arado Ar 196

1936年にドイツ航空省はHe 60水上機の後継機の開発をフォッケウルフ社とアラド社に命じた。アラド社は当時としては進歩的な単葉型の水上機を提案し、この案が採用され5機の試作機を受注した。試作機は1937年から1938年にかけて製作されたが、この内2機が双フロート式のAr 196A原型として、3機が単フロートで両翼端に補助フロートを持つAr 196B原型として製作された。テストの結果両形式とも一長一短があったものの、安定性に勝る双フロート式の生産が決まり、以後の生産型は全て双フロート式になった。機体構造は、胴体は鋼管骨組で前部は金属張り、後部は羽布張り、翼は動翼部分以外は金属張りだった。
生産は1938年11月から開始された。最初の生産型はカタパルト射出用装備がなかったが、その後のカタパルトからの射出試験の結果が好評だったため、すぐにカタパルト射出用の装備を施した型が標準となった。生産は占領下のフランスのSNCASO（en）、オランダのフォッカーの工場でも行われ、1944年3月までに500機以上が生産された。また、ルーマニアやブルガリアにも輸出された。

## 戦歴

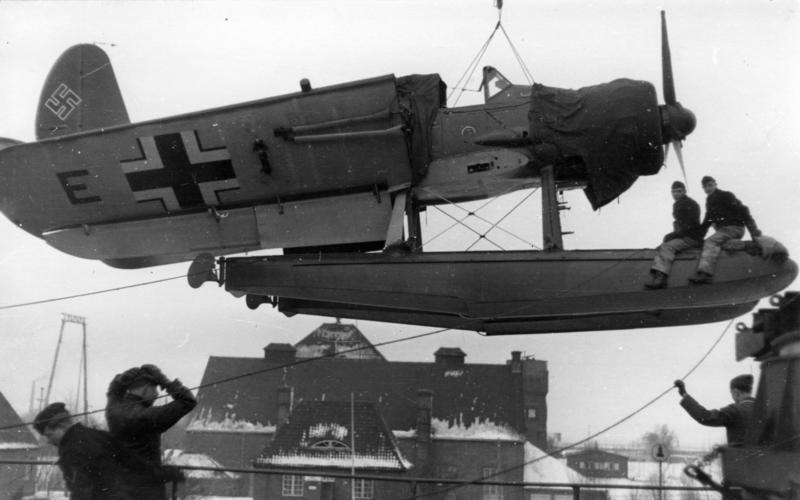
主翼を折り畳んだ状態のAr 196

採用後はカタパルトを装備した海軍の主要な艦船に搭載され、偵察、観測任務に就いた。特にドイツ戦艦「グラーフ・シュペー」や「アドミラル・シェーア」の搭載機としての南大西洋での活躍が有名である。また、沿岸基地からの対潜水艦攻撃や哨戒任務にも多数使用された。
しかし、「アドミラル・グラーフ・シュペー」に搭載された機体は故障を繰り返した挙句、最後にはエンジンすら使用不可能に陥り、艦の貴重な索敵能力としての役割を果たさなかった。
本機の戦果の中で特筆すべきは、1942年デンマーク沖でイギリスの潜水艦を捕獲したことがあげられる。哨戒中の2機のアラド Ar-196は眼下にイギリス潜水艦「シール」が浮上したのを発見し、直ちに爆雷を投下した。もともと触雷して大損傷を受けていた「シール」は至近距離の爆雷攻撃によりさらなる損傷を受け潜航不能となり、やむなく水上離脱を図ったが機関砲攻撃でさらに破損した。遂に潜水艦乗組員により2機に対して白旗が振られ、連絡を受けて急行したドイツ軍の掃海艇に引き渡された。航空機が潜水艦を鹵獲する稀有な事例であった。

## 現存する機体
- 下記以外にもノルウェーの湖やエーゲ海に沈没している機体[2]などが知られている。

| 型名       | 番号        | 機体写真 | 国名           | 所有者                                  | 公開状況 | 状態     | 備考 |
| ---------- | ----------- | -------- | -------------- | --------------------------------------- | -------- | -------- | --- |
| Ar 196 A-2 |             |          | ノルウェー     | ソラ航空歴史博物館                      | 公開     | 静態展示 | オスロ・フィヨルドに沈没したドイツの重巡洋艦ブリュッヒャーから引き揚げられた機体。 |
| Ar 196 A-3 |             |          | ブルガリア     | プロヴディフ航空博物館                  | 公開     | 静態展示 | |
| Ar 196 A-5 | WkNr.623167 |          | アメリカ合衆国 | ポール・E・ガーバー維持・復元・保管施設 | 公開     | 静態展示 | かつてドイツの重巡洋艦プリンツ・オイゲンに搭載されていた機体。現在は国立航空宇宙博物館に付随する左記施設で保管・修復待ちの状態にある |
| Ar 196 A-5 | WkNr.623183 |          | ドイツ         | ノルトホルツ航空基地                    | 公開     | 静態展示 | プリンツ・オイゲンに搭載されていた別の機体。1949年から1995年までペンシルベニア州のウィローグローブ海軍航空基地に展示されていた。その後、フロリダ州ペンサコーラ海軍航空基地にある国立海軍航空博物館に移送されたが、この時に機体の一部が損傷してしまい、長らく保管状態にあった。2012年12月にドイツのノルトホルツに移送され、修復ののち同市で開かれたドイツ海軍航空隊創設100周年記念式典で披露された。現在は国立海軍航空博物館から長期貸与される形でノルトホルツ航空基地の海軍航空棟3（Marinefliegergeschwader 3）本部に展示されている。 |

## 要目
- 乗員：2名
- 全長： 11.00 m
- 全幅： 12.47 m
- 全高： 4.42 m
- 翼面積： 28.40 m2
- 空虚重量： 2,090 kg
- 全備重量： 3,720 kg
- エンジン： BMW 132K 空冷エンジン 960 HP (716 KW)
- 最高速度： 309 km/h 高度 4.000 m
- 航続距離： 1,072 km
- 最高到達高度： 7,010 m
- 武装： 20mm MG FF/M 機関砲(主翼)×2 、7.92mm MG17機銃(機首)×1、7.92mm MG15機銃(後方旋回)×1、50kg爆弾×2

## 登場作品

### ゲーム
『War Thunder』
夏季イベント「Operation S.U.M.M.E.R.2020」の報酬として登場。
『艦隊これくしょん -艦これ-』
日本軍向け改修型という設定の架空型「Ar196改」が登場。